# Jezuïetenkerk (Brussel)

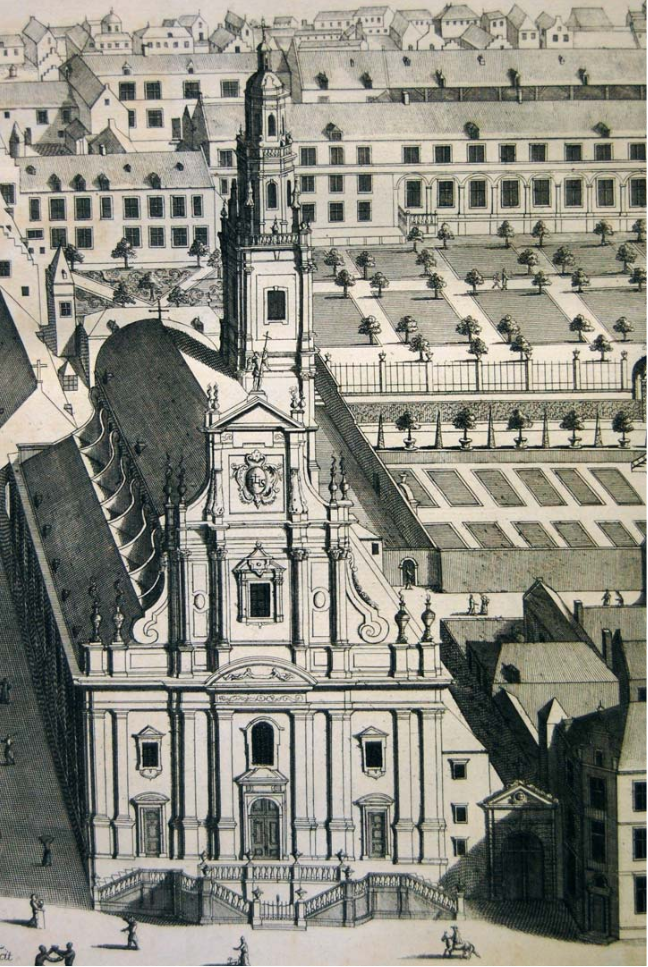
Detail van een afbeelding uit Chorographia sacra Brabantiae.

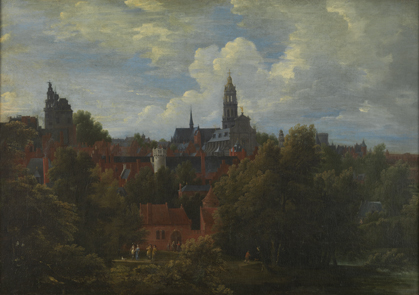
De kerk afgebeeld door Theodoor van Heil ca. 1668-1695. Ondanks de fictieve groene voorgrond is goed te zien dat de kerk in een aanmerkelijk hoger gelegen deel van Brussel stond.

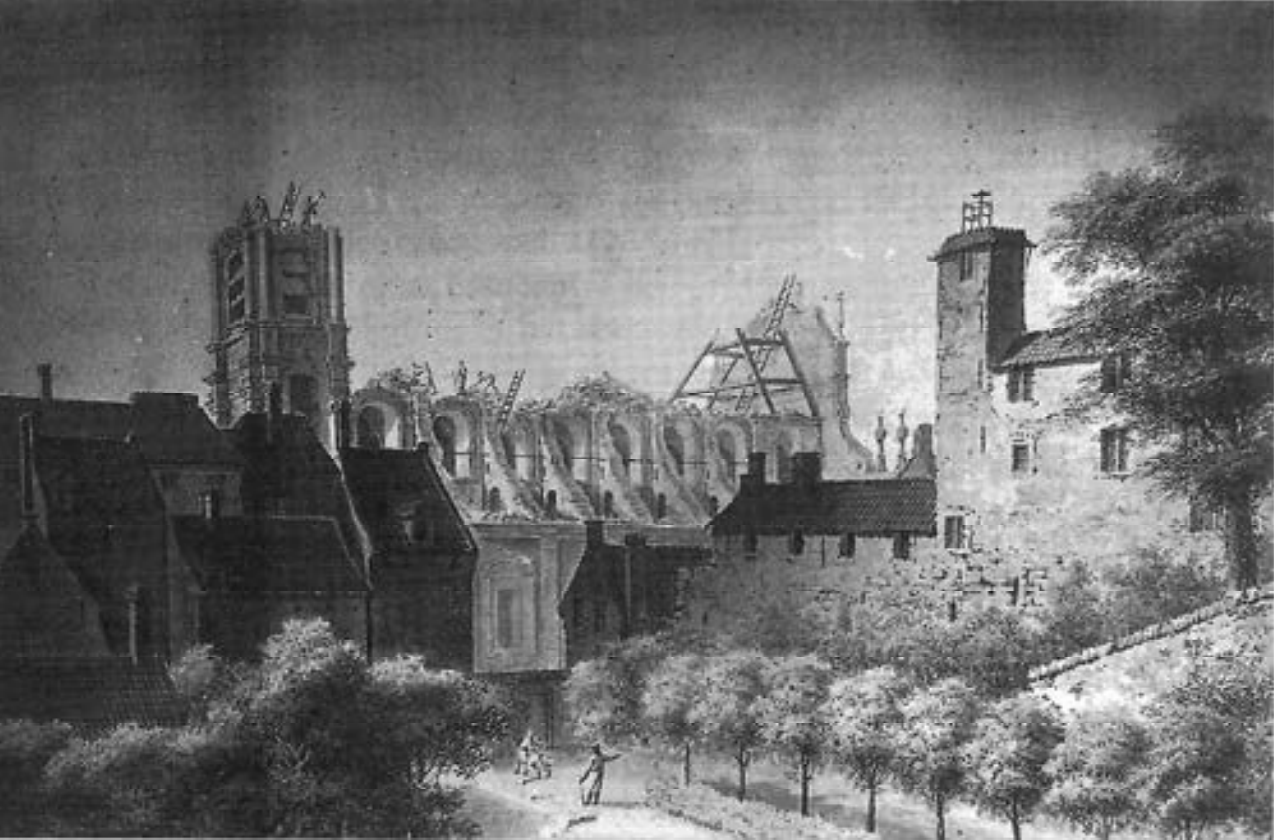
Afbraak ca. 1811

De Brusselse Jezuïetenkerk (1621-1812) was een barok gebedshuis ontworpen door Jacques Francart. Ze werd in juni 1621 ingewijd in aanwezigheid van Albrecht van Oostenrijk, die een maand later overleed.

## Geschiedenis
De Sociëtas Iesu streek in 1586 neer in Brussel in het kader van de contrareformatie en belastte aanvankelijk haar lekenbroeder Hendrik Hoeymaker met het ontwerp van een kerk, naast het in 1604 opgerichte college. De bouw van Hoeymakers nogal traditionele hallenkerk ving aan in 1606, maar werd stilgelegd omwille van grondwater. Toen de werken in 1616 konden hernemen, hadden de Jezuïeten een andere architect aangesteld. Jacques Francart was net terug uit Italië en kon de nieuwste inzichten van de barok toepassen. Wel moest hij rekening houden met de bestaande funderingen en een paar muurpanden die reeds overeind stonden. Het uiteindelijke resultaat combineerde een traditioneel-gotische structuur (verticaliteit, ribgewelven) met een barokke vormgeving (dunne Toscaanse zuilen, rondbogen, volutenconsoles).
Na de afschaffing van de orde in 1773 werd het Brusselse Jezuïetencomplex geconfisqueerd en verkocht. De kerk werd in 1812 gesloopt en het bijhorende klooster omgebouwd tot gerechtshof door François Verly. Het gebouw was in gebruik van 1820 tot 1892, jaar waarin het Justitiepaleis gereed kwam. Overblijfselen van de kerk bevinden zich onder het huidige Gerechtsplein (vroeger: Paleisplein). Van het geveluitzicht kan men zich nog een goed beeld vormen door de Drievuldigheidskerk van Elsene, waarvan de gerecupereerde voorzijde eveneens door Jacques Francart ontworpen is (1620).
In de Jezuïetenkerk werden enkele zeer vermogende personen begraven, onder wie graaf Anthonie Schetz.                                                                                                           